# Katedra św. Franciszka z Asyżu w Bhopalu
Katedra św. Franciszka z Asyżu w Bhopalu – rzymskokatolicka katedra w indyjskim mieście Bhopal oraz siedziba arcybiskupa Bhopalu i główna świątynia archidiecezji Bhopal. Katedra znajduje się przy ulicy Jinsi Road, w dzielnicy Jehangirabad.
W 1871 księżniczka Izabela odnowiła obietnice wikariusza apostolskiego, biskupa Paula Josiego (Tosiego) OFM Cap. W efekcie dwaj kapucyńscy kapłani ojciec Raphael i ojciec Norbert zostali wysłani do Bhopalu. Podczas święta św. Franciszka z Asyżu, w dniu 4 października 1881, zostały położone fundamenty kościoła i odprawiono mszę na tymczasowym ołtarzu. W 1963 katedra św. Franciszka z Asyżu stała się samodzielną parafią i zaczęto w niej odprawiać regularnie msze.